# 문만세
문만세는 대한민국의 텔레비전 드라마 작가이다. 

## 드라마
- 2018년 OCN 주말 미니시리즈 《프리스트》 ... 집필
- 2022년 JTBC 수목 미니시리즈 《인사이더》 ... 집필